# Peter Niemeyer
Peter Niemeyer (Hörstel, 22 novembre 1983) è un ex calciatore tedesco, di ruolo centrocampista.

## Carriera

### Club
Vive la sua prima parte di carriera in Olanda, al Twente. Nel gennaio del 2007 viene acquistato dal Werder Brema. Giocherà diverse partite con la squadra riserve ma il 29 settembre 2007, nella partita vinta per 8-1 contro Arminia Bielefeld segnerà il gol di apertura ed il suo primo in Bundesliga.

### Nazionale
Ha giocato nella nazionale tedesca Under-21.

## Palmarès

### Club

#### Competizioni nazionali
- Coppa di Germania: 1

Werder Brema: 2008-2009
- Campionato tedesco di seconda divisione: 1

Hertha Berlino: 2012-2013